# World Series of Poker 1977
Siódma edycja World Series of Poker odbyła się w 1977 w Horseshoe Casino.

## Turnieje boczne
| Turniej                      | Zwycięzca        | Wygrana | Przegrany w finale |
| ---------------------------- | ---------------- | ------- | ------------------ |
| $500 Ace to Five Draw        | Billy Allen      | $10,800 | Nieznany           |
| $10,000 Deuce to Seven Draw  | Bobby Baldwin    | $80,000 | Nieznany           |
| $5,000 Seven card stud       | Bobby Baldwin    | $44,000 | Nieznany           |
| $500 Seven Card Razz         | Gary Berland     | $8,300  | Nieznany           |
| $1,000 Seven Card Stud Split | Doyle Brunson    | $62,500 | Nieznany           |
| $500 Ace to Five Draw        | Perry Green      | $10,000 | Nieznany           |
| $1,000 Hold’em               | George Huber     | $33,000 | Nieznany           |
| $1,500 No Limit Hold’em      | Louis Hunsucker  | $34,200 | Nieznany           |
| $100 Ladies' Seven Card Stud | Jackie McDaniels | $5,580  | Nieznany           |
| $1,000 Seven Card Stud Split | Fats Morgan      | $10,800 | Nieznany           |
| $500 Seven Card Stud         | Jeff Sandow      | $11,400 | Nieznany           |
| $5,000 Seven Card Razz       | Richard Schwartz | $25,000 | Nieznany           |

## Turniej Główny
W turnieju głównym wzięło udział 34 pokerzystów. Wpisowe wynosiło $10,000. Podobnie jak w poprzednich latach, zwycięzca zabierał wszystko.

### Stół finałowy
| Miejsce | Gracz         | Wygrana  |
| ------- | ------------- | -------- |
| 1       | Doyle Brunson | $340,000 |
| 2       | Gary Berland  | -        |
| 3       | Milo Jacobson | -        |
| 4       | Andy Moore    | -        |
| 5       | Nieznany      | -        |
| 6       | Nieznany      | -        |